# Кейпс, Джефф
Джеффри Льюис Кейпс (23 августа 1949, Холбич, Линкольншир — 23 октября 2024) — британский толкатель ядра, стронгмен и профессиональный участник Игр Горцев.
Как спортсмен представлял Англию и Великобританию в турнирах по лёгкой атлетике, специализировался на толкании ядра, дважды становился чемпионом Содружества, ещё дважды — чемпионом Европы и принимал участие в трёх Олимпиадах.
Как стронгмен дважды выигрывал звание сильнейшего человека мира, ещё столько же — World Muscle Power Classic, а также имел множество других титулов, включая сильнейшего человека Европы и сильнейшего человека Великобритании.
Шестикратный чемпион мира по Играм Горцев, впервые выиграл титул в Лагосе в 1981 году и установил несколько мировых рекордов в ряде дисциплин. После окончания спортивной карьеры продолжил делать вклад в развитие силовых видов спорта в качестве арбитра, промоутера и тренера. Он также открыл спортивный розничный магазин и занимался разведением волнистых попугайчиков. На пике формы рост Кейпса составлял 196,9 см, а масса — 150 кг.

## Ранние годы
Кейпс родился в 1949 году в Холбиче, Линкольншир, он был седьмым из девяти детей. Джефф был седьмым ребёнком Эйлин Кейпс и старшим из троих её детей от третьего мужа, Билла Кейпса. Из его братьев и сестёр старшие двое носили фамилию Брейтуэйт, а средние четверо — Кэннон. Он вырос в Холбиче и пошёл в местную среднюю школу, Джордж Фармер. Кейпс записался в местный спортивный клуб, где его тренировал Стюарт Стори. Он был талантливым спортсменом и представлял Линкольншир в турнирах по баскетболу, футболу и легкоатлетическому кроссу. Кроме того, в юности он демонстрировал хорошие спринтерские данные — пробегал 200 м за 23,7 с, но всё-таки лучшие результаты показывал в толкании ядра.
Живя рядом с болотами Линкольншира, он с детства интересовался миром природы и заботился о раненых птицах и животных. После окончания школы Кейпс работал угольщиком и батраком, он мог загрузить 20 тонн картофеля за 20 минут. В 1970 году он поступил на службу в полицию Кембриджшира, где работал в течение десяти лет.

## Спортивная карьера

### Лёгкая атлетика
В первую очередь Кейпс был толкателем ядра и представлял свою страну в течение 11 лет, выиграв два турнира Игр Содружества и два чемпионата Европы в помещении. Его первым крупным турниром были Игры Содружества 1970 в Эдинбурге, где он занял четвёртое место. В следующих двух турнирах в 1974 и 1978 годах он завоевал золотую медаль. В этот период Кейпс также стал чемпионом Европы по лёгкой атлетике в помещении: в 1974 и 1976 годах. Его олимпийский дебют состоялся в 1972 году, когда он выступал в Мюнхене. 21-летний Кейпс не смог пройти отборочный раунд, но четыре года спустя выступил значительно лучше. 28 мая 1976 года в Гейтсхеде он установил личный рекорд, толкнув ядро на 21,55 м. Кейпс поехал в Монреаль на летние Олимпийские игры 1976 года в статусе одного из претендентов на золотую медаль. Он вышел в финал со второго места в своей отборочной группе, но в общем зачёте был шестым, победителем стал Удо Байер из ГДР. 18 мая 1980 года в Кумбране Кейпс побил свой персональный рекорд, а также улучшил британский рекорд и рекорд Содружества до 21,68 м. Он поехал на Олимпийские игры, имея в активе лучший результат года, и снова был фаворитом турнира. Однако он, в конце концов, занял пятое место, победителем стал Владимир Киселёв, который установил олимпийский рекорд 21,35 м, что было на 33 см меньше результата Кейпса до Олимпийских игр. Комментируя своё выступление на Олимпийских играх в Москве, Кейпс сказал, что результат оставил его «ошеломлённым от разочарования».
Кейпс представлял Великобританию на международной арене 67 раз (завоевал 35 побед), это рекорд среди британских легкоатлетов-мужчин, также ещё 35 раз он выступал за Англию. Он является обладателем 17 национальных титулов, включая семь побед в чемпионатах Любительской ассоциации лёгкой атлетики Англии и три победы в чемпионате Великобритании. В 1983 году он был признан лучшим легкоатлетом в истории Великобритании, а его национальный рекорд в толкании ядра 1980 года держался в течение 23 лет, когда его побил Карл Майерско.

### Стронгмен
В силовых видах спорта фамилия Кейпса стала именем нарицательным в Великобритании и во многих других странах. Он был особенно известен благодаря большой силе рук, он легко разрывал лондонские телефонные справочники пополам и гнул прокатные стальные прутья более дюйма в диаметре и метр в длину. Кейпс стал профессиональным спортсменом в 1980 году, Олимпийские игры в Москве были его последним турниром в статусе любителя. Он уже начал заявлять о себе как стронгмен, став сильнейшим человеком Великобритании в 1979 году. В этом турнире он победил Билла Андерсона, чемпиона мира по Играм Горцев. После турнира Андерсон поехал на World’s Strongest Man 1979 года, став первым британцем на турнире, в то время как Кейпс сосредоточился на карьере в лёгкой атлетике. В 1980 году у Кейпса в приоритете были Олимпийские игры, и он не участвовал в турнире сильнейшего человека Великобритании, но позже принял участие в европейском турнире и выиграл его. Благодаря этому его пригласили на World’s Strongest Man 1980, в своём дебюте на этом турнире он занял третье место, уступив более опытным Биллу Казмайеру и Ларсу Хедлунду. В 1981 году он снова участвовал в турнире и занял уже второе место после Казмайера, а в следующем году — четвёртое место. В 1983 году турнир впервые проводился за пределами США, в Крайстчерче, Новая Зеландия, Кейпс выиграл первый из двух титулов сильнейшего человека мира, опередив в том числе молодого Йоуна Паудля Сигмарссона. Также он оставил позади канадского чемпиона мира по пауэрлифтингу Тома Маги и чемпиона Европы Саймона Валфса. Тем не менее, основная борьба шла между Сигмарссоном и Кейпсом, что ознаменовало начало принципиального соперничества. В следующем году в Муре, Швеция, титул завоевал Сигмарссон, который младше Кейпса на 11 лет, он провозгласил: «Король потерял свою корону!». Кейпс ответил: «Я вернусь», — и в следующем году в Кашкайше выиграл титул, его финальными словами были: «Король не потерял свою корону». Сигмарссон снова выиграл турнир в 1986 году, а Кейпс стал вторым.
Помимо World’s Strongest Man, Кейпс также трижды становился сильнейшим человеком Европы: в Лондоне (1980), Амстердаме (1982) и Маркене (1984). В 1981 году он вернул себе титул сильнейшего человека Великобритании и повторил своё достижение в 1983 году. В 1987 году он выиграл World Muscle Power. Основатель турнира, Дэвид Вебстер, приписывает ему два чемпионских титула, хотя другие источники указывают, что победа 1987 года была единственной. В 1987 году он дополнил победу в World Muscle Power первым местом в World Strongman Challenge, он является одним из всего лишь трёх спортсменов, которые выигрывали все три титула. World’s Strongest Man в том году не проводился, поэтому был разработан специальный турнир, чтобы организовать противостояние трёх наиболее успешных силачей друг против друга. Турнир назывался Чистая сила, в нём приняли участие Билл Казмайер, Йоун Паудль Сигмарссон и Джефф Кейпс. Турнир проходил в замке Хантли, Кейпс принял участие, несмотря на то, что в минувшие выходные попал в больницу из-за проблем с костью-трапеций. Хорошие выступления в первых раундах опровергли слухи о его плохой форме, но, в конце концов, он получил травму на лог-лифте и закончил турнир на третьем месте. Кейпс, самый старший из трёх, был близок к уходу из спорта на данном этапе, в следующем году он участвовал в World Muscle Power, где занял второе место, это был его последний крупный турнир в качестве стронгмена.

### Игры Горцев
Кейпс также выступал на профессиональном уровне на Играх Горцев. Участвовал во многих турнирах в Шотландии и по всему миру и стал чрезвычайно популярной и уважаемой фигурой. В 1981 году он выиграл титул чемпиона в Лагосе, в том году было два чемпионата мира, второй в Мельбурне выиграл Билл Андерсон. Кейпс снова выиграл турнир в 1983 году в Кармунноке, после чего завоевал ещё четыре чемпионства подряд, став самым титулованным участником Игр Горцев. Он установил мировые рекорды во многих дисциплинах, включая заброс 56 фунтов над перекладиной и подъём бруска. В Играх Горцев он получил прозвище «Чёрный сильный Джефф».

### Личные рекорды
Согласно интервью
- Жим лёжа: 300 кг
- Присед: 380 кг
- Становая тяга: 454,5 кг (с высоты 46 см)

## Личная жизнь и годы после завершения карьеры
После ухода из спорта начал тренерскую деятельность, подготовил много талантов как в лёгкой атлетике, так и в силовых видах спорта. Позже Адриан Смит под совместным руководством Кейпса и Билла Питтака занял пятое место в World’s Strongest Man 1990. В 1994—2001 годах Кейпс также помогал Daily Star организовывать турниры сильнейшего человека Великобритании.
Вне спорта долгое время работал полицейским, а до этого был членом военно-воздушного учебного корпуса. В 1977 году был награждён Медалью Серебряного юбилея королевы Елизаветы II за заслуги перед обществом. Он открыл свой спортивный розничный магазин в Холбиче, затем переехал в Спалдинг, где в 1998 году стал мировым судьёй. В 1985 году вышла игра Geoff Capes Strongman, её выпустили на Amstrad CPC, ZX Spectrum и Commodore 64. В игре были представлены тяга грузовика и перетягивание каната, можно было контролировать каждую группу мышц. Он также неоднократно снимался на британском телевидении, в частности на канале ITV Tyne Tees он появился в телепрограмме Super Gran в эпизоде Supergran Grounded, где, по сюжету, травмировал главную героиню на соревнованиях. В своё время существовала история, что в 1979 году Кейпс подменял своего друга и товарища, бодибилдера Дэвида Проуза (получил травму локтя), в роли Дарта Вейдера в нескольких сценах во время съёмок эпизода «Империя наносит ответный удар». 31 января 2007 года в интервью на BBC Tees у Кейпса спросили об этом случае, и он сказал, что такого никогда не было.
Позже вместе с Пэтси Кенсит снялся в четвёртой серии Shooting Stars, где бросил бомбу в Джонни Вегаса. В 2007 году он рекламировал шоколадный батончик Cadbury под названием Wispa, он появлялся на билбордах и в журналах.
Помимо спортивных турниров и телевизионных выступлений, занимался разведением волнистых попугайчиков и добился довольно больших успехов — становился чемпионом мира. В 2008 году вместе с Миком Уиддоусоном стал президентом сообщества волнистых попугаев.
В последние годы жизни проживал в Сток-Рочфорде, недалеко от Грантема. Он воспитал дочь Эмму, которая была чемпионкой Англии по толканию ядра среди школьниц, а также завоевала бронзу на юношеских Олимпийских играх. Его сын Льюис играл в американский футбол за «Лондон Монархс». У Кейпса также было четверо внуков.
Умер 23 октября 2024 года в возрасте 75 лет.

## Достижения
| Чемпионат Европы - 3-й: 1974 Чемпионаты Европы в помещении - 1-й: 1974, 1976 - 2-й: 1975, 1977, 1979 - 3-й: 1978 Британский национальный чемпионат - 1-й: 1972, 1973, 1975, 1976, 1977, 1978, 1979 - 2-й: 1971, 1974, 1980 - 3-й: 1970 Чемпионат Королевства - 1-й (толкание ядра): 1977, 1978, 1979 - 3-й (метание диска): 1978 Победитель (6): 1981, 1983, 1984, 1985, 1986, 1987 | World’s Strongest Man - 1-й: 1983, 1985 - 2-й: 1981, 1986 - 3-й: 1980, 1984 World’s Strongest Team - Победитель: 1987 World Strongman Challenge - Победитель: 1987 Сильнейший человек Европы - 1-й: 1980, 1982, 1984 - 2-й: 1983 World Muscle Power - 1-й: 1985 - 2-й: 1987, 1988 Battle of the Giants - 1-й: 1987, 1988, 1989 Commonwealth Games Strongman - 2-й: 1986 Сильнейший человек Британии - 1-й: 1979, 1981, 1983 British Muscle Power Championship - 1-й: 1986, 1987 UK Truck Pulling Championships — (Mercedes Benz) - 1-й: 1986 |  |